# Torsten Holm (arkitekt)
Torsten Felipe Holm, född 13 juni 1931 i Buenos Aires, död 29 december 2020, var en svensk arkitekt. 
Holm, som var son till civilingenjör Curt Holm och Elsa Dahlstedt, avlade studentexamen i Stockholm 1950 och utexaminerades från Kungliga Tekniska högskolan 1958. Han blev arkitekt vid Tengboms Arkitektkontor AB 1957, vid stadsplanebyrån på Stockholms stads stadsbyggnadskontor 1961 samt chef för planeringsavdelningen vid Västerbottenskommunernas arkitekt- och byggnadskontor (VAB) i Umeå från 1965 och stadsarkitekt i Dorotea landskommun från 1966. Holm är gravsatt i minneslunden på Bromma kyrkogård.